# 스칸듐
스칸듐(←영어: Scandium 스캔디엄[*], 문화어: 스칸디움←독일어: Scandium 스칸디움[*], 일본어: スカンジウム 수칸지우무[*])은 화학 원소로 기호는 Sc(←라틴어: Scandium 스칸디움[*])이고 원자 번호는 21이다. 은백색의 무른 전이 금속 원소로, 이트륨과 란타넘족 원소와 함께 희토류로 분류하기도 한다. 지각에 약 25ppm (2011년 기준) 들어있다. 1879년 스칸디나비아반도에서 가돌리나이트와 육세나이트 광물에서 선 스펙트럼 분석을 통해 발견되었다.
주로 희토류 원소나 우라늄 화합물을 포함한 광물에 포함되어 있으나, 이들 광물은 세계적으로도 생산량이 한정된 자원이다. 따라서 순수한 스칸듐은 1937년이 되어서야 분리되었으며, 실용적인 용도로 쓰이기 시작한 것은 1970년대 이후이다. 1970년대에는 알루미늄에 스칸듐을 첨가하면 그 강도가 증가한다는 것이 알려져 현재까지도 그 분야에 주로 사용되고 있다. 최근 들어 용도가 늘어나고 있는데 스칸듐은 흔하지 않은 금속이므로 산업에는 조금씩만 사용된다. 대표적으로 램프에 불을 켜는데 사용된다.
스칸듐은 주기율표의 d-구역에 속하는 원소로서 알루미늄, 이트륨, 마그네슘과 비슷한 성질을 지닌다. 주기율표의 3족에 속하며 주 산화 상태는 +3이다.

## 특성
스칸듐은 은백색의 광택이 있는 무른 전이 금속이다. 공기 중에서 산화되면 노르스름한 색이나 연한 붉은색을 띤다. 풍화나 침식 작용에 민감하며 묽은 산과는 느리게 반응한다. 공기 중에서 연소하면 밝은 노란색 빛을 방출하여 산화 스칸듐을 생성한다. 주 산화 상태는 +3이며 이온 형태로 존재할 경우 대부분 Sc3+ 형태로 존재한다. 화학적으로 알루미늄보다는 이트륨에 더 가까우므로 란타넘족 원소로 분류되기도 한다.

## 동위 원소
자연에는 45Sc가 유일하게 안정한 동위 원소로 존재한다. 또, 원자량 36에서 60 사이에 13종류의 방사성 동위 원소가 발견되었는데 이들 중 46Sc는 가장 안정한 것으로 반감기가 83.8일이다. 이외에 47Sc(반감기 3.35일), 48Sc(반감기 43.7시간) 등이 존재한다. 나머지 동위 원소들은 모두 반감기가 4시간 미만이다.

## 존재
스칸듐은 지각에서 상당히 희귀한 원소는 아니다. 자료에 따라 지각에 18~25ppm 정도 포함된 것으로 나오는데 이는 코발트(20~30ppm)와 비슷한 수치이다. 지구 전체에서는 50번째로 풍부하고 지각 속에는 35번째로 많은 원소이다. 태양에는 훨씬 더 많은 양이 존재하여 23번째로 많은 원소이다. 그러나 스칸듐은 광물에 다량 함유되어 있는 경우가 극히 드물다. 스칸디나비아반도와 마다가스카르에서 주로 발견되는 육세나이트, 가돌리나이트 등이 그나마 스칸듐이 많이 포함된 광석이다. 현재 주 생산국은 우크라이나, 중국, 러시아 등이나 마다가스카르, 노르웨이 등지에도 상당량 매장되어 있다.
우주에서는 초신성에서 R-과정에 의해 생성된다.

## 역사
드미트리 멘델레예프는 1869년 자신의 주기율표에서 원자량 40~48 사이의 새로운 원소(에카붕소)가 존재할 것이라고 예측했다. 이후 스웨덴의 라르스 닐손(Lars Fredrik Nilson)과 그의 연구팀은 육세나이트와 가돌리나이트에서 새로운 원소를 발견하였고, 닐손은 고순도의 산화 스칸듐 2g을 추출하는데 성공하기까지 하였다. 또, 스칸디나비아의 라틴어 이름인 ‘스칸디아’에서 이름을 따 ‘스칸듐’이라는 이름을 붙였다. 한편, 닐손은 멘델레예프의 에카붕소 예측은 전혀 몰랐지만 이후 스웨덴의 클레베(Per Teodor Cleve)가 ‘에카붕소’와 ‘스칸듐’이 동일한 것임을 밝혔다.
순수한 스칸듐은 1937년에 최초로 분리되었다. 1971년에는 미국에서 알루미늄과 스칸듐의 합금을 사용하기 시작했으며, 이는 나중에 소련에서도 개발되었다.

## 용도
알루미늄과 스칸듐의 합금은 가볍고 강도가 뛰어나 다양한 용도로 사용된다.
- 주로 항공우주 산업에 사용되는 부품에 첨가되는데 약 0.1~0.5% 가량의 스칸듐이 들어간다. 이는 러시아의 군용기인 미그-21기와 미그-29기에 사용되었으며, 냉전 시기에 개발된 소련의 ICBM 탄두에도 사용된 것으로 알려졌다.[1]
- 일부 고성능 스포츠 장비에도 스칸듐이 들어간다. 경량 야구 방망이, 자전거 프레임 등에 사용된다.
- 산화 스칸듐(Sc2O3)은 고성능 방전등에 사용된다.
- 아이오딘화 스칸듐과 아이오딘화 나트륨은 수은등에 들어가면 태양광과 비슷한 빛을 내는데, 이는 TV 카메라 등에 쓰이는 광원으로 사용된다. 1년에 약 80kg의 스칸듐이 이러한 분야에 이용된다.
- 방사성 동위 원소인 46Sc는 정유 산업에서 동위 원소 추적자로 이용된다.

## 주의사항
순수한 스칸듐은 무해한 것으로 알려져 있으나 현재까지 시행된 동물 실험은 거의 없다. 일부 스칸듐 화합물은 약한 독성이 있는 것으로 추정된다.